# Nemzetközi Világítástechnikai Szótár
A Nemzetközi Világítástchnikai Szótár a fotometriában, a világítástechnikában és a színek gyakorlati alkalmazásában használt kifejezések megnevezésének és meghatározásának gyűjteménye, nemzetközi szabvány. Angolul International Lighting Vocabulary, franciául  Dictionaire International de l'Éclairage, németül  Internationales Wörterbuch der Lichttechnik. 1970-ig hivatalos volt az orosz nyelvi változat is: Междунаро́дный светотехни́ческий слова́рь.

## Története
A Nemzetközi Világítástechnikai Bizottság ötödik ülésén döntés született arról, hogy a fotometriában és a világítástechnikában alkalmazott kifejezések és meghatározások céljára önálló munkacsoportot állítanak fel. 1924-től két munkacsoport is dolgozott rajta:  Definitions and Notations (meghatározások és jelölések), valamint a Dictionary (a szótár). A hivatalos nyelv kezdetben a francia és az angol volt. 1931-ben a német is belépett a hivatalos nyelvek közé. Ez a háromnyelvű szótár még csupán 39 kifejezést tartalmazott.  A szerkesztőbizottság elnöke P. Joye volt, akinek munkájához a három hivatalos nyelvi változat számára egy-egy, a  szaknyelvet beszélő munkatárs csatlakozott.
A munka eredménye (az első kiadás) két részletben jelent meg, és végleges formáját 1938-ra érte el.  Ekkor tartalmazta az olasz és a spanyol nyelvű kifejezéseket is.
A világháború miatt a munka megszakadt,és a Szótár szerkesztését csak 1953-ban folytatták. A Szótár első kötete már 530 meghatározást tartalmazott a három hivatalos nyelv mindegyikén, a hozzá szükséges képletekkel együtt.
A következő változatot 1957-ban adták ki (második kiadás első kötet), ezt követte az 1970, az 1987, a 2011, majd a 2020 évi változat. A változatokat széleskörűen egyeztették a Nemzetközi Elektrotechnikai Bizottsággal, így társult kiadványként (joint publication), majd nemzetközi szabványként jelent meg. A kiadvány 1939-től kezdve mindkét intézmény neve alatt megjelenik. (CIE és IEC).
1957-ben dán, holland, olasz, lengyel, orosz, spanyol és svéd nyelvű változata is létezik. Ez hivatalosan 1959-ben a második kötet formájában  vált hozzáférhetővé. Ekkor jelent meg a Szótár különkiadása Colours of Light Signals (fényjelek színezete) címmel.  Ezt követte a CIE és az IEC társult kiadványa Streetlighting and Accidentes (Utcák megvilágítása és balesetek) címmel. 1964 körül a címszó-jegyzék már 900 kifejezést tartalmazott, és bekerült a hivatalos nyelvek közé az orosz. Ez azt jelenti, hogy nemcsak a kifejezés, de a meghatározás is teljes értékű volt a négy hivatalos nyelv mindegyikén. A vonatkozó nyelvi bizottságok tehettek javaslatokat a szócikk címére, vagy az értelmezésre vonatkozóan. Ezzel többnyire a német munkacsoport tartott igényt, főként a művészetben rögzült szóhasználat miatt. 
A washingtoni ülésszak jóváhagyta a Szótár új kiadását, ezúttal harmadik kiadás név alatt. Az 1987-es változatot negyedik kiadásként adták ki. A szócikkek száma tovább növekedett, a CIE S017:2011 már 1448 kifejezést tartalmazott. A Szovjetunió felbomlása után Oroszország önálló nyelvi változatot hozott létre az Összoroszországi Világítási Kutató Intézet gondozásában.
Szabványjele CIE S 017:2020, ebben a formájában második kiadásként említik. Tartalmát a Nemzetközi Szabványügyi Szervezet is nyilvánosságra hozza, magyar szabványként az MSZ 9620 Fénytechnológiai terminológia nevet viseli.

### Magyar szabvány
A magyar szabvány megújítás alatt áll. Jelenlegi kiadása az 1990 évi változatot viseli, azzal a megjegyzéssel 2003 évből, hogy ezt hamarosan felváltja a következő változat. A szerkesztést végző bizottság több különféle intézmény szakértője. Szabó András, Moharos András, Vincze Tibor, Gulyás Józesf, Rajkai Ferenc, Klinger György, Sziládi Tivadar, Hermesz Zsolt Sándor, Poppe András, Varga Tibor, Bakos Tibor, Némethné Vidovszky Ágnes, Csarankó János

## Témakörök
A bevezető kitér arra, hogy a szabványnak nemcsak a látható fénnyel kapcsolatos kérdések tisztázása a tárgya, hanem kiterjed minden optikai sugárzásra (tehát infravörös és ibolyántúli sugárzásokra is). Rögzíti, hogy a szabvány megegyezik a Nemzetközi Elektrotechnikai Szótár (IEC 60050-845) és a Nemzetközi Szabványügyi Szervezet ISO 80000-7 (Fizikai Mennyiségek és Mértékegységek)  "Fény és sugárzás" (hetedik fejezet) tartalmával.   
- 1 Célkitűzése, hatálya
- 2 Általános hivatkozások
- 3 Fogalmak és meghatározások
- 21 Elektromágneses sugárzás; mennyiségek és egységek
- 22 Látás; színmegfeleltetés
- 23 Színmérés
- 24 Emisszió, az anyagok optikai tulajdonságai
- 25 Radiometriai, fotometriai és színtani mérések, érzékelők
- 26 A optikai sugárzások egészségügyi (biológiai) hatásai
- 27 Fényforrások
- 28 Elektromos fényforrások és tartozékaik
- 29 A világítás módszertana, nappali világítás
- 30 Fénykeltéshez használatos anyagok és összetevőik
- 31 Fényjelek
- 32 Képfeldolgozás

A Szótár szócikkei a következőképpen épülnek fel:
Azonosító szám
Javasolt kifejezés és szinonimái
Fizikai mennyiség, illetve mértékegység számára javasolt betűjel
meghatározás
Magyarázat és kiegészítés
A fogalom eredete
Az azonosító számjel felépítése három tagból tevődik össze
17 a CIE kiadványai számára, 845 az IEC kiadványai számára
további azonosító, az IEC esetén 60050-845
három számjegyű egyedi azonosító (kisebb számoknál három vezető nullával három számjegyűvé kiegészítve)
Például 17-24-003 (hőmérsékleti sugárzó)
Betűjel és megnevezés, például
17-21-025
hullámhossz
{\displaystyle \lambda }
Javasolt kifejezés: itt szerepelnek a szinonimák. Az elavult kifejezések esetén verzál szedéssel szerepel, hogy DEPRECATED
Kiegészítések: szűkíthető a kifejezés, a szükséges értelmezési körre, például így: 
fényhasznosítás <fényforrásra vonatkozóan>
Nyelvi eltérés, például
colour (UN)
color (US)
Nyelvtani pontosítás, például:
cones, pl (=többesszám)
light, <photometric> noun (=főnév, mert melléknévként egészen mást jelent)
deutan, adj (=adjective, melléknév) jelentése: deteranopiás színtévesztő

### Számozás és hozzárendelés a CIE és IEC rendszerében
A magyar szabvány a régi azonosítót használja, amely e táblázat első oszlopában szerepel. Az első tétel például:
"845-01-01 (elektromágneses) sugárzás
1. Az energia kibocsátása vagy terjedése elektromágneses hullámok, illetve az azokhoz
rendelhető fotonok alakjában.
2. Maguk az elektromágneses hullámok vagy a fotonok."
| IEV 1987 | IEV 2020 | ILV 2020 | Title                                                                      | MSZ 9620 szerinti megnevezés                               | Bizottság |
| -------- | -------- | -------- | -------------------------------------------------------------------------- | ---------------------------------------------------------- | --------- |
| 845-01   | 845-21   | 17-21    | Radiation, quantities and units                                            | A sugárzás alapfogalmai, mennyiségei és egységei           | CIE       |
| 845-02   | 845-22   | 17-22    | Vision, colour rendering                                                   | Látás, színvisszaadás                                      | CIE       |
| 845-03   | 845-23   | 17-23    | Colorimetry                                                                | Színmérés                                                  | CIE       |
| 845-04   | 845-24   | 17-24    | Emission, optical properties of materials                                  | Emisszió, az anyag optikai tulajdonságai                   | CIE       |
| 845-05   | 845-25   | 17-25    | Radiometric, photometric and colorimetric measurements: physical detectors | Radiometria, fotometria, kolorimetria és fizikai érzékelők | CIE       |
| 845-06   | 845-26   | 17-26    | Actinic effects of optical radiation                                       | Az optikai sugárzás aktinikus hatásai                      | CIE       |
| 845-07   | 845-27   | 17-27    | Light sources                                                              | Fényforrások                                               | IEC & CIE |
| 845-08   | 845-28   | 17-28    | Components of electric light sources and auxiliary apparatus               | Lámpák alkatrészei és tartozékai                           | IEC       |
| 845-09   | 845-29   | 17-29    | Lighting technology and daylighting                                        | Mesterséges és természetes világítás                       | CIE       |
| 845-10   | 845-30   | 17-30    | Luminaires and their components                                            | Lámpatestek és alkatrészeik                                | IEC & CIE |
| 845-11   | 845-31   | 17-31    | Visual signalling                                                          | Közlekedési világítás és fényjelzések                      | CIE & IEC |
|          | 845-32   | 17-32    | Imaging                                                                    | (képfeldolgozás, az 1991 évi szabványban még hiányzott)    | CIE       |